# Paul Max Bertschy
Paul Max Bertschy (en letton : Pauls Makss Berči) (né le 1er janvier 1840 à Strausberg et mort le 2 mars 1911 à Liepāja) est un architecte germano-balte.

## Biographie
Paul Max Bertschy nait à Strausberg en royaume de Prusse, dans une famille de charpentiers dont il est l'un des neuf enfants,.
Il étudie à Berlin et à l'étranger,.
Il quitte Berlin en raison de la forte concurrence et cherche à devenir architecte dans ce que sont aujourd'hui les États baltes.
Les premières années de sa carrière, il travaillé pour plusieurs cabinets d'architectes.
De 1860 à 1864, il travaille à Riga dans l'entreprise Heinrich Scheel.
Il s'installe ensuite à Daugavpils, où il participe à la construction d'une ligne ferroviaire entre Daugavpils et Vitebsk.
En même temps, il accepte des commandes séparées et accepte Vilhelms Neimanis comme apprenti.
En 1871, il est nommé, par le maire de la ville, architecte de la ville de Liepāja, et il conservera ce poste jusqu'en 1902.
A cette époque, la ville connaît une croissance rapide due à l'industrialisation et au développement du commerce, et par ses nombreuses réalisations Paul Max Bertschy contribue de manière significative à l'architecture de la ville.
Il a conçu principalement des ouvrages de style néo-gothique et de style néo-roman.
Paul Max Bertschy privilégie la brique rouge, ou un mélange de brique rouge et d’autres matériaux.
Il a conçu des résidences privées ainsi que des édifices religieux et publics.
Bien que bon nombre de ces bâtiments aient été détruits pendant la Seconde Guerre mondiale, plus de 70 bâtiments conçus par Paul Max Bertschy existent encore à Liepāja.
Ils comprennent l'ancien hôpital thermal (1871-1875), le Lycée Nicolas de Liepāja (lv) (aujourd'hui partie de l'Université de Liepāja) (1883-1884), l'église luthérienne Sainte-Anne (lv) (1892-1893), l'ancien tribunal de district (aujourd'hui hôtel de ville) et de nombreux immeubles résidentiels,,,.
Il meurt à Liepāja en 1911. Ses archives se trouvent au musée de Liepāja (lv). De nombreux bâtiments qu'il a conçus sont aujourd'hui marqués de plaques portant son nom,.

### Ouvrages
Ses ouvrages principaux à Liepāja:
- 1. Église Saint-Alexandre-Nevski, Uliha iela 61
- 2. Maison de l'entrepreneur Wilhelm Riege, Perspective de Kūrmāja 21
- 3. Hôtel particulier et maison de l'entrepreneur Wilhelm Riege, Peldu iela 58-62
- 4. Villa du Comte Henryk Skrimunt, Kurzemes iela 9
- 5. Maison du marchand Johann Karl Schneider, Lielā iela 3
- 6. Bâtiment du maire Karl Alexander Zakowsky, Zivju iela 5
- 7. Immeuble du conseiller municipal Adolf Andres, Tirgoņu iela 15
- 8. Immeuble H. Martens, Bāriņu iela 13/15
- 9. Immeuble d’Adam Bliefert, perspective de Kūrmāja 8/10
- 10. Immeuble résidentiel de la société « Hagen & Soldani », Rīgas iela 11
- 11. Immeuble de Morduh Gordin, Peldu iela 31
- 12. Bâtiment du boucher Ludwig Demme, Kuršu iela 14
- 13. Immeuble Stünzi, perspective de Kūrmāja 15 et 17
- 14. Immeuble Johann Adolf Thielitz, Peldu iela 32/34
- 15. Immeuble Bliefert, Uliha iela 33
- 16. Immeuble Georg Riege, Toma iela 19
- 17. Maison de l'ingénieur Ignatius von Berner, Liepu iela 9
- 18. Entrepôt, Kaiju iela 5, 7, 9
- 19. Église de la paroisse baptiste de Nazareth, Raiņa iela 36
- 20. Maison d'habitation et magasin du commerçant G.Meyer, Graudu iela 31/33
- 21. Villa Georg Dietrich Puchert, Evalda Rimbenieka iela 1
- 22. Villa Alfred Seligmann, Hika iela 9
- 23. Villa Noy Pines, Hika iela 5
- 24. Villa du Baron Ferdinand von Nolde, Hika iela 12
- 25. Villa Hermann Demme, Hika iela 14
- 26. Hôpital municipal, Jūrmalas iela 2 et Dārtas iela 31
- 27. Refuge Maria pour filles, Veidenbauma iela 10
- 28. École de navigation, perspective de Kūrmāja 3
- 29. Bâtiment du Plénum des magistrats, Republikas iela14
- 30. École municipale, Raiņa iela 5
- 31. Immeuble Gustav Riege, Republikas iela 11
- 32. Gymnase Nikolai, K. Valdemāra iela 4
- 33. Nouvelle caserne de pompiers, Jelgavas iela 41
- 34. Prison municipale, Dārza iela14/16
- 35. Maison de la Guilde, Baznīcas iela 3/5
- 36. Chef de la police, centre commercial N. Von Ramedlow, Zivju iela 3
- 37. Tribunal régional, Rožu iela 6
- 38. Quartier général de la police, Rakstvežu iela 7
- 39. Pâtisserie Woldemar Bonitz, Graudu iela 42
- 40. Succursale de la Banque commerciale de Rīga, Lielā iela 10
- 41. Succursale de la Banque nationale de Russie, Teātra iela 3
- 42. Bâtiment du salon des travailleurs portuaires, Vecā ostmala 29
- 43. Piscine de Liepāja, Peldu iela 59
- 44. Église Sainte-Anne, E. Veidenbauma iela 1
- 45. Maison Wilhelm Riege, K. Valdemāra iela 14 et 16
- 46. Maison familiale de Paul Max Bertschy, Peldu iela 15
- 47. Bâtiment Samuel Salomonowitz, Pasta iela 4
- 48. Immeuble et pharmacie Hermann Grabbe, perspective de Kūrmāja 12
- 49. Immeuble Paul Max Bertschy, Peldu ielaa 44
- 50. Usine de liège et de linoléum « Vicander & Larson » et immeuble de bureaux, O. Kalpaka iela 6
- 51. Immeuble de bureaux de l'usine de fabrication de fils « Boecker & Co », Brīvības iela 93
- 52. Mausolée de l'entrepreneur Wilhelm Riege, Cenkones iela 18/20
- 53. Usine Alfred Kieler, Sliežu iela 4
- 54. Maison du Dr Nisan Katzenelsohn, perspective de Kūrmāja 16/18
- 55. École pour filles de Liepāja, Zivju iela 7

## Galerie

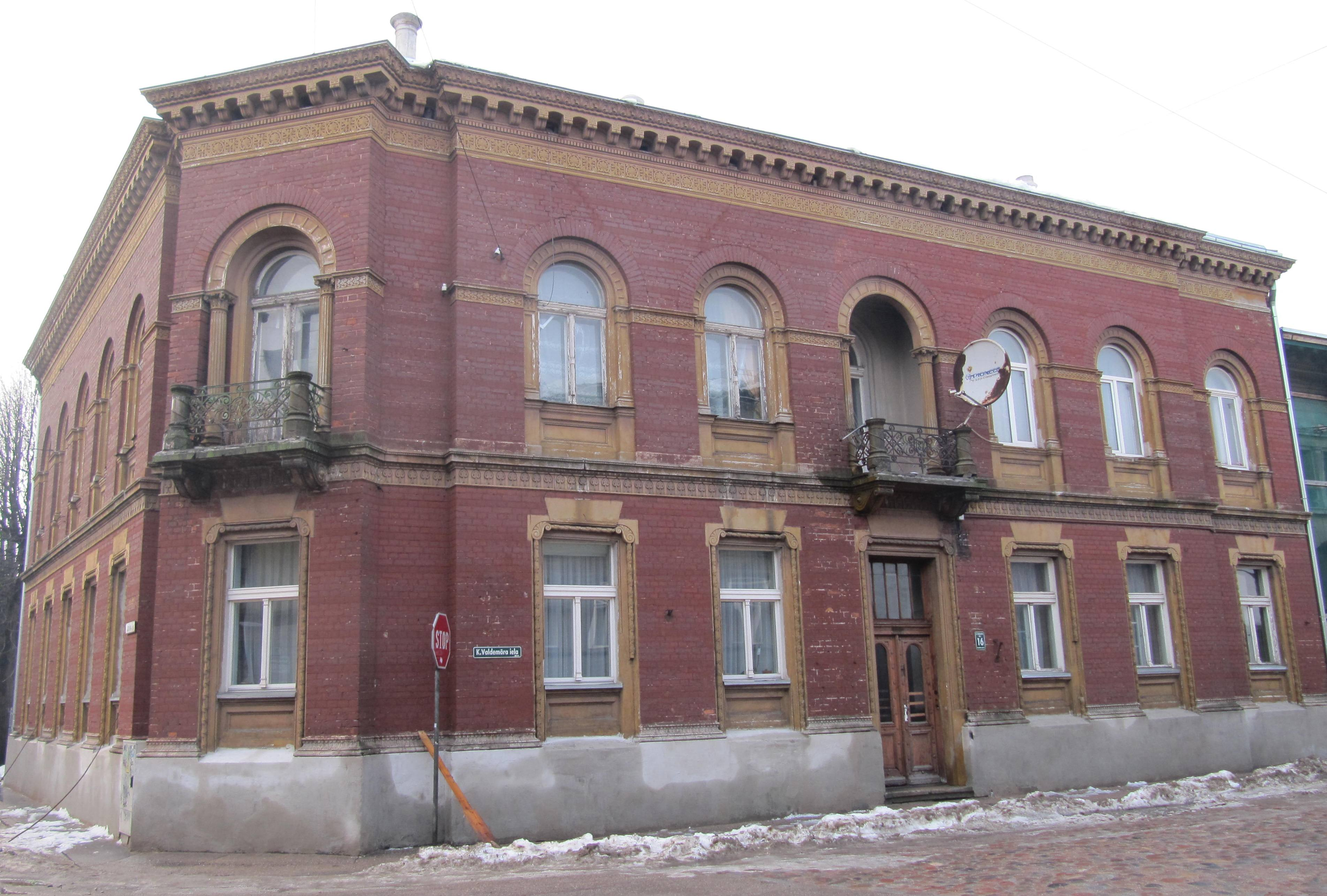
16, rue Krišjāņa Valdemāra
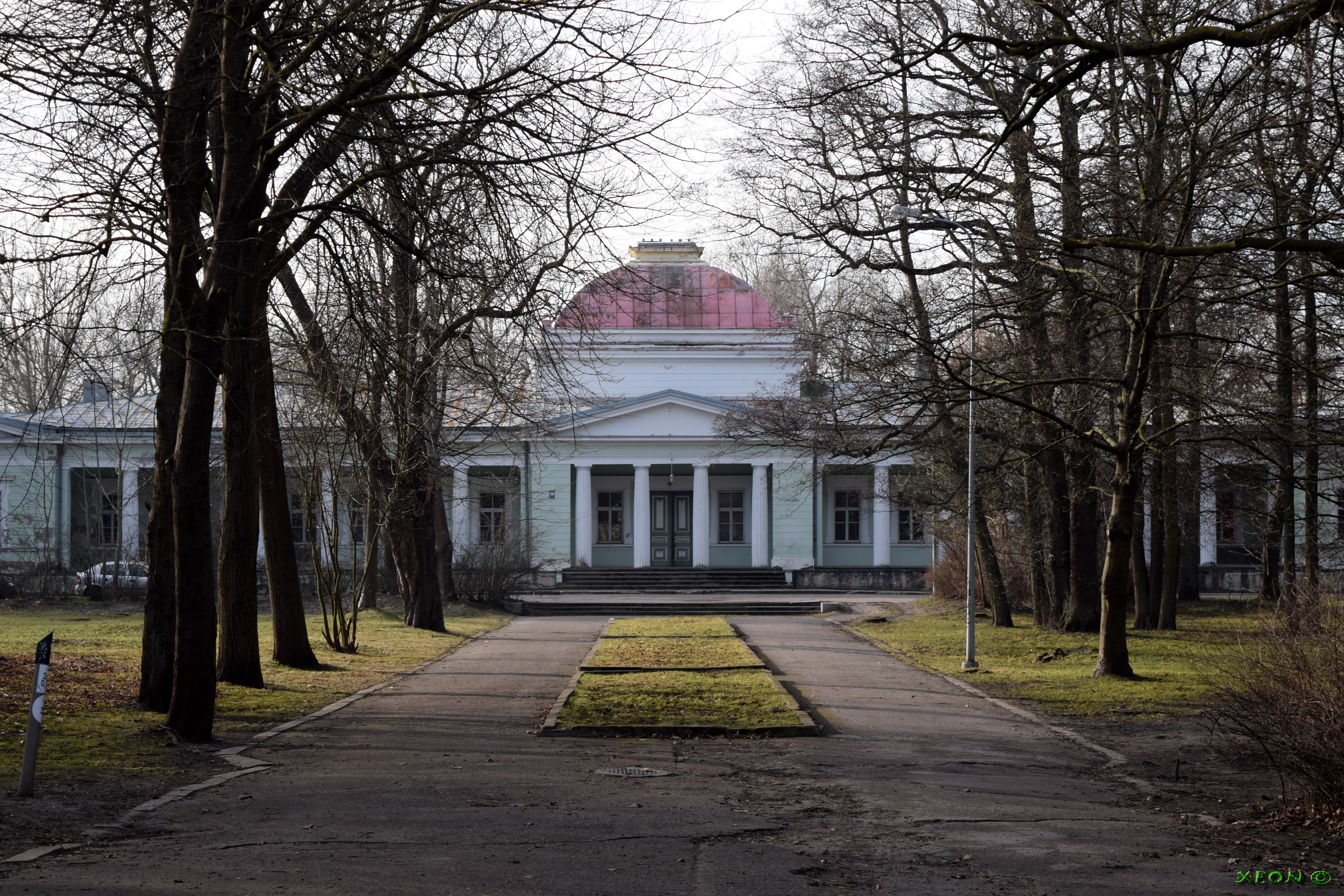
Ancien Sanatorium.
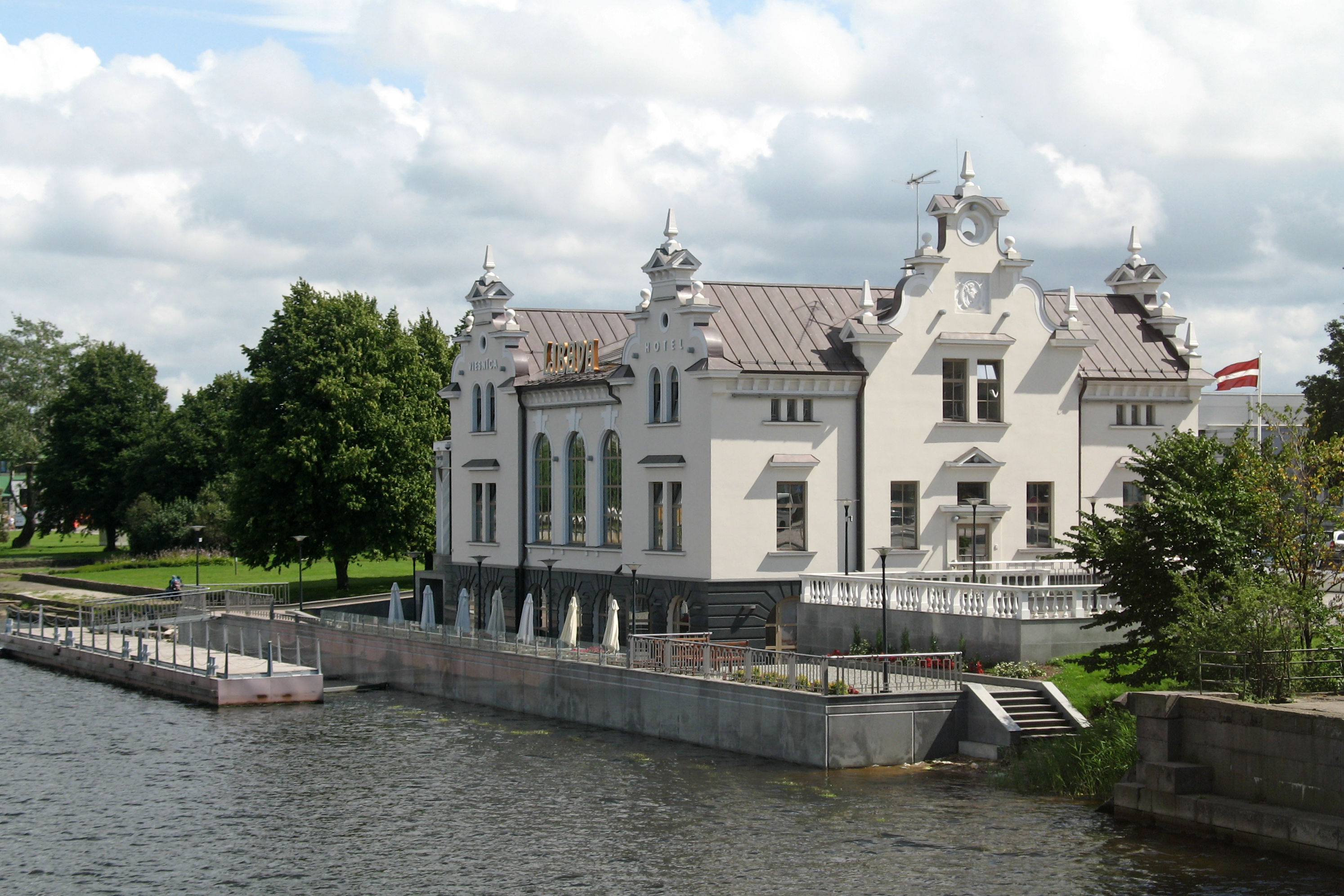
Hôtel Livava.
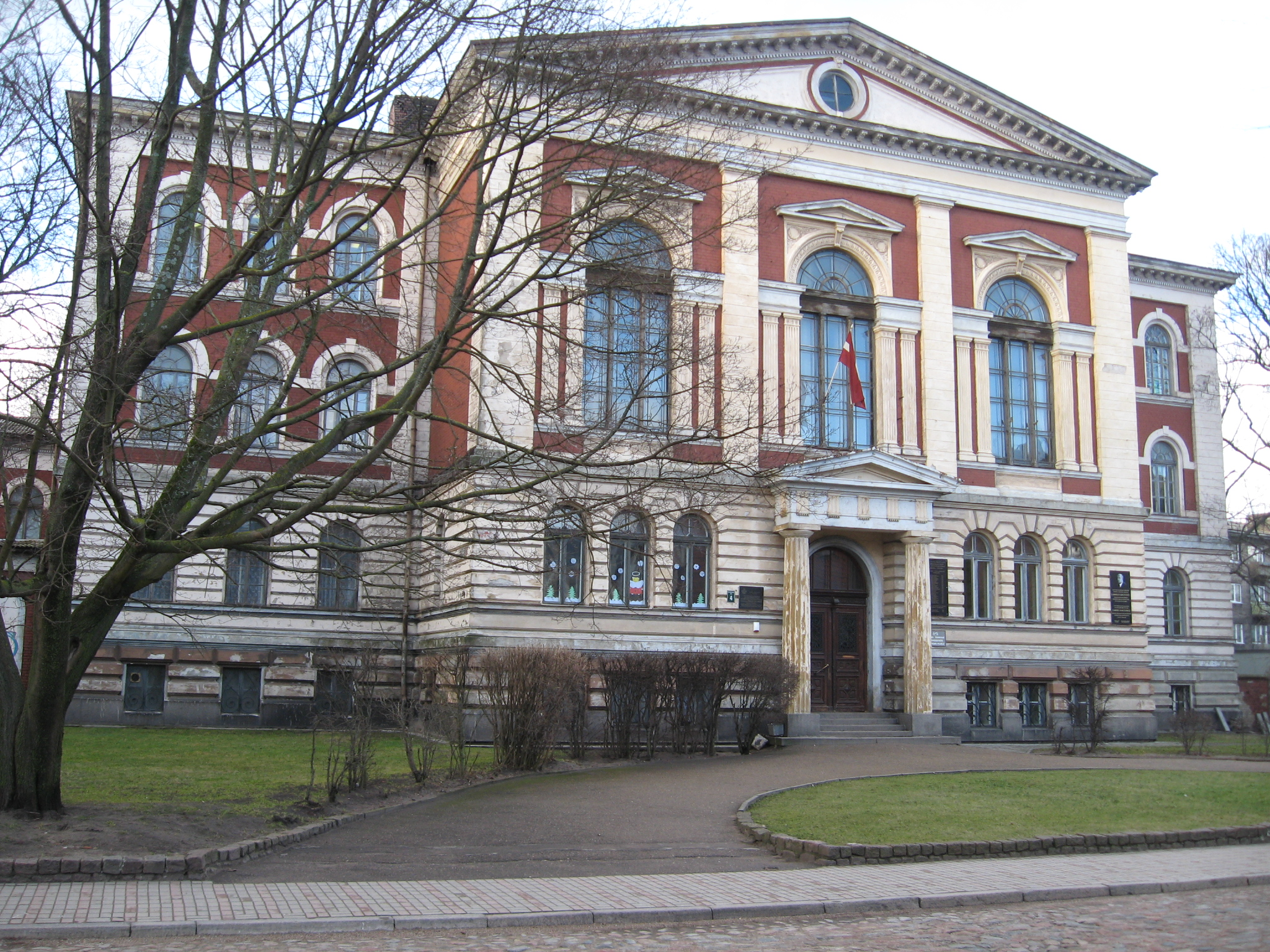
Lycée de Liepāja.
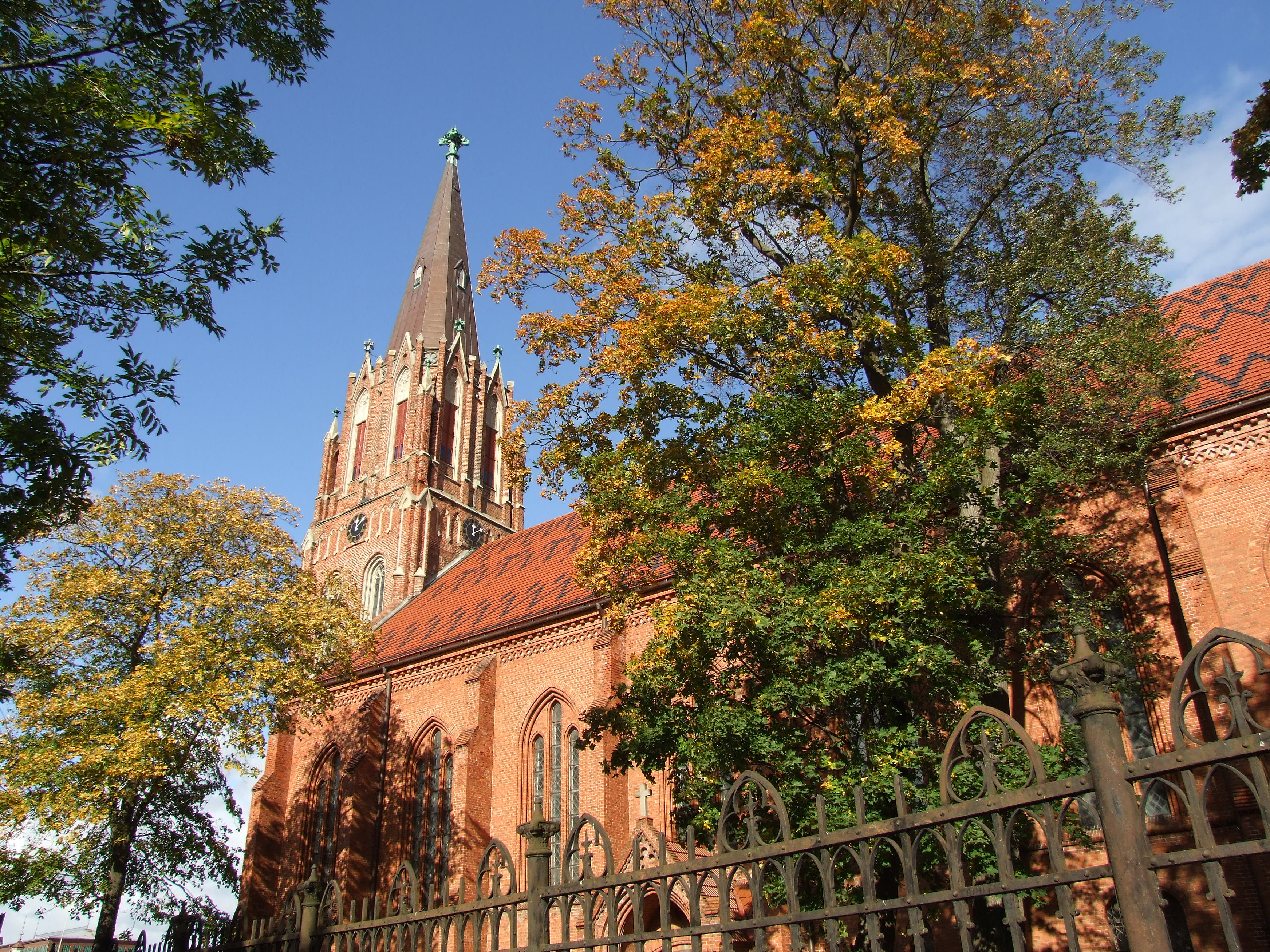
Église Sainte Anne.
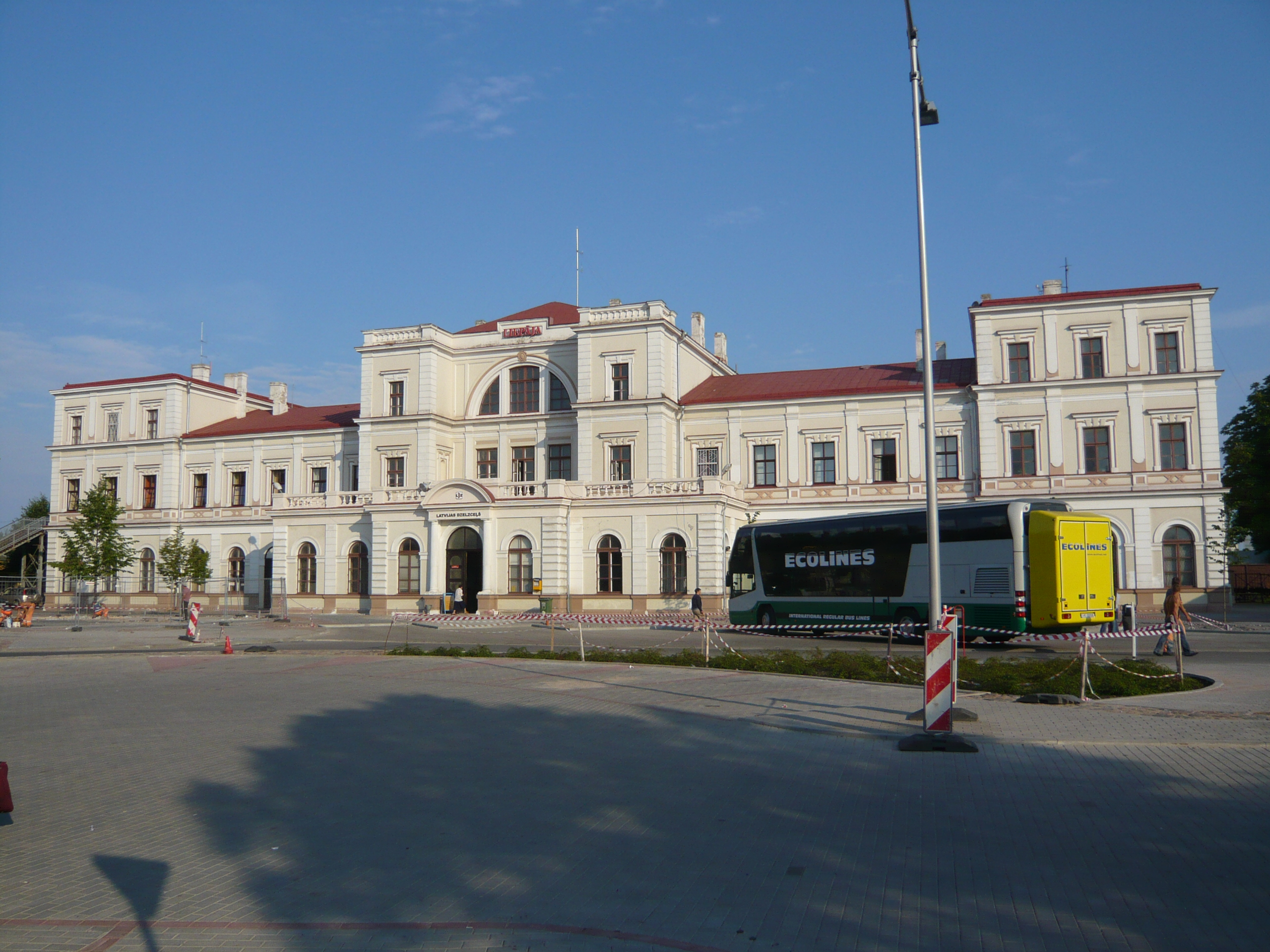
Gare de Liepāja.
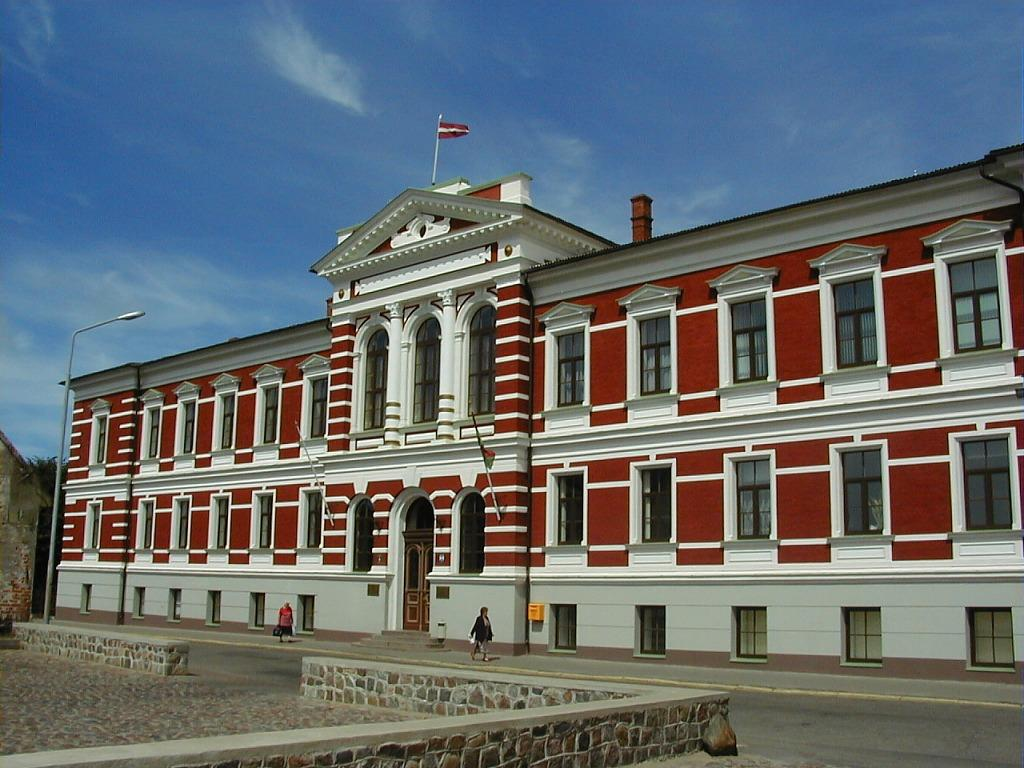
Hôtel de ville.
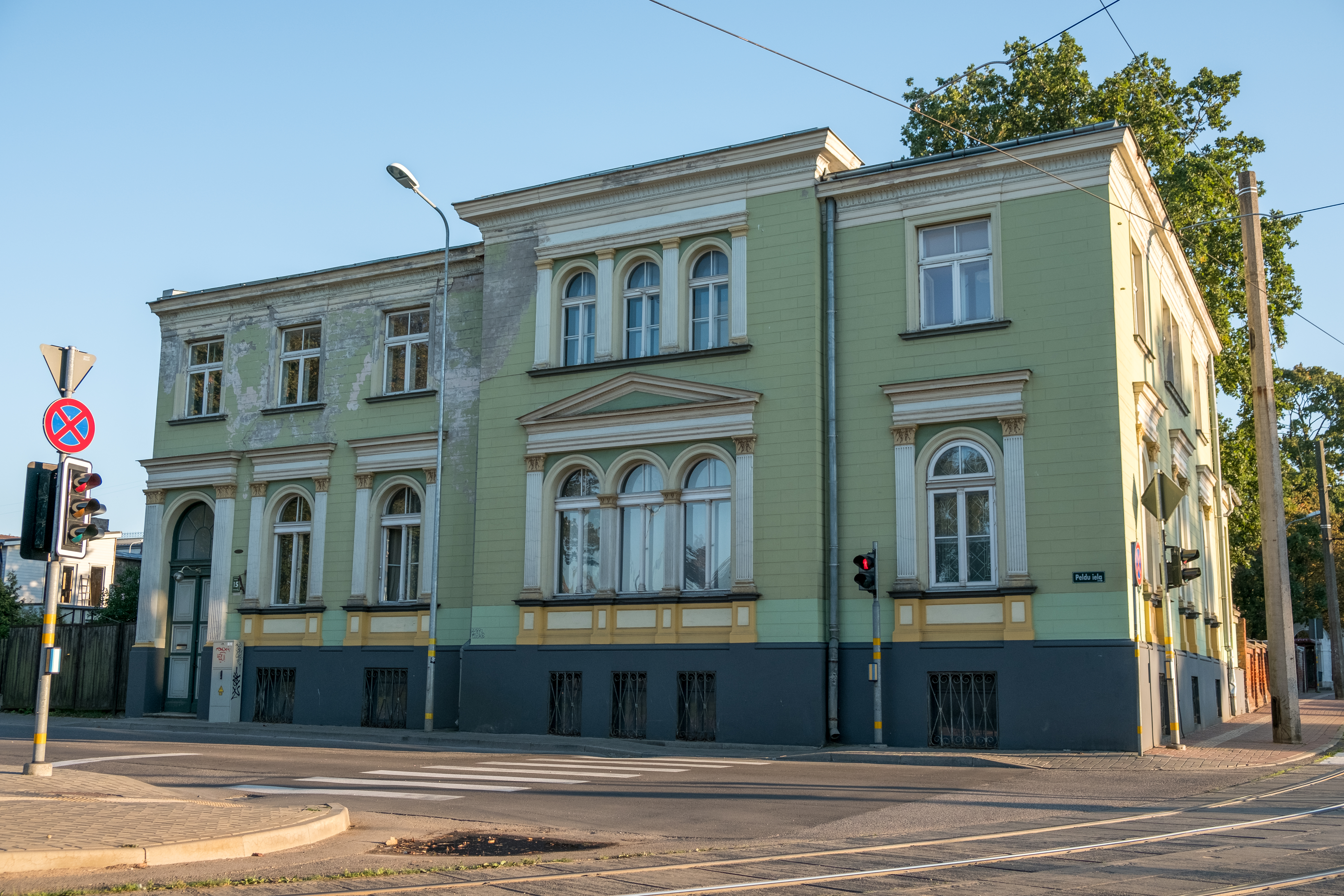
15, Peldu iela.
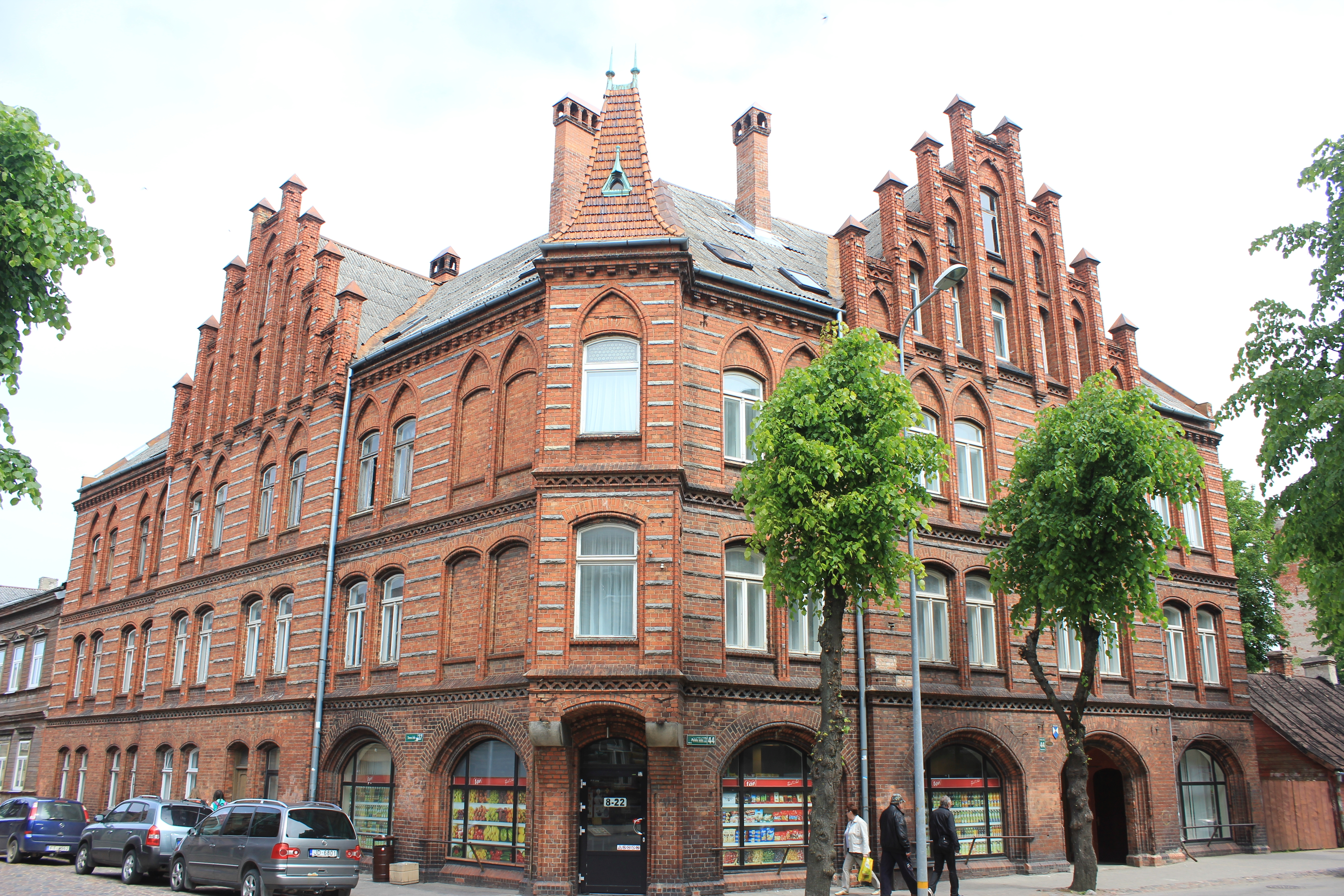
44, Pledu iela.